# Eduardo Martínez Somalo
Eduardo Martínez Somalo (Baños de Río Tobía, 31 maart 1927 – Vaticaanstad, 10 augustus 2021) was een Spaans theoloog en kardinaal van de Rooms-Katholieke Kerk.

## Levensloop

Wapen van Somalo tijdens de sedisvacatie in 2005

Martínez Somalo studeerde theologie aan de Pauselijke Universiteit Gregoriana in Rome. Op 19 maart 1950 werd hij in deze stad priester gewijd. Daarna werkte hij korte tijd in Calahorra, om vrij snel weer terug te keren naar Rome, waar hij zich wilde voorbereiden op een diplomatieke carrière in de Curie. Hij promoveerde aan de Pauselijke Lateraanse Universiteit in het Canoniek recht.
Martínez Somalo werd op het staatssecretariaat hoofd van de Spaanse afdeling en werd in 1970 verheven tot monseigneur. In 1975 werd hij benoemd tot  apostolisch nuntius voor Colombia en tot titulair aartsbisschop van Thagora. Zijn bisschopswijding vond plaats op 13 december 1975.
Martínez Somalo werd kardinaal gecreëerd in het consistorie  van 28 juni 1988; hij kreeg de rang van kardinaal-diaken. De Santissimo Nome di Gesù werd zijn titeldiakonie. Aansluitend op zijn kardinaalsbenoeming werd hij benoemd tot prefect van de Congregatie voor de Goddelijke Eredienst en de Regeling van de Sacramenten. In 1992 volgde zijn benoeming tot prefect van de Congregatie voor de Instituten van Gewijd Leven en Gemeenschappen van Apostolisch Leven. Hij zou dit tot 2004 blijven. 
In 1993 werd Martínez Somalo benoemd tot camerlengo. In deze functie had hij een belangrijke rol tijdens de sedisvacatie na het overlijden van paus Johannes Paulus II. Hij nam ook deel aan het conclaaf van 2005, dat leidde tot de verkiezing van paus Benedictus XVI. In 1996 werd hij kardinaal-protodiaken; deze functie verloor hij toen hij in 1999 kardinaal-priester werd. Zijn titeldiakonie werd ook zijn titelkerk pro hac vice.
Martínez Somalo ging in 2007 met emeritaat. Als camerlengo werd hij opgevolgd door Tarcisio Bertone. Hij overleed in 2021 op 94-jarige leeftijd.
- Gemeinsame Normdatei: 1089918038
- International Standard Name Identifier: 0000 0000 6259 4466
- Istituto Centrale per il Catalogo Unico: NAPV073935
- Système universitaire de documentation: 079712746
- Virtual International Authority File: 89498254
- WorldCat: E39PBJtCykMbgghkt8ybF4Gj4q